# Vestische Zeitschrift
Die Vestische Zeitschrift – Zeitschrift der Vereine für Orts- und Heimatkunde im Vest Recklinghausen wird vom Arbeitskreis Vestischer Geschichts- und Heimatvereine e.V. seit 1891 herausgegeben. Der Titel lautete bis 1904 Zeitschrift der Vereine für Orts- und Heimatkunde im Veste und Kreise Recklinghausen und von 1942 bis 1962 Vestisches Jahrbuch mit dem Untertitel Zeitschrift der Vereine für Orts- und Heimatkunde im Vest Recklinghausen.
In der Zeitschrift werden wissenschaftliche Artikel zum Vest und Kreis Recklinghausen publiziert. Die meisten
Beiträge behandeln geschichtliche Themen.
Herausgeber und Schriftleiter im Auftrag der Vereine ist der Leiter des Stadt- und Vestischen Archivs Recklinghausen, Matthias Kordes. Schirmherr der Vestischen Zeitschrift ist seit Beginn der amtierende Landrat des Kreises Recklinghausen, als erster und Mitinitiator Robert Freiherr von Reitzenstein.
Ergänzend zur Vestischen Zeitschrift gab Erich Klausener, der Landrat des Kreises Recklinghausen, 1923 den Anstoß zur Herausgabe des Vestischen Kalenders, der sich an einen weiteren Leserkreis richtet und neben Beiträgen zur Geschichte des Vestes unter anderem Beiträge in der vestischen Ausprägung des Münsterländer Platt bietet.